# Liva Järnefelt
Liva Järnefelt (Vanersborg, 18 maart 1876 – Stockholm, 24 juni 1971) was een Zweedse zangeres. Haar stembereik was mezzosopraan.
Ze werd geboren als Olivia Edström in het gezin van kanselarijschrijver Johan Emanuel Edström en Maria Catharina Nordqvist. Haar zuster Anna Edström was eveneens operazangeres. Ze is een nichtje van hofkapelmeester Conrad Nordqvist (broer van Maria Catharina). In 1909 zong ze in Schoppenvrouw van Pjotr Iljitsj Tsjaikovski en  raakte ze verliefd op haar toekomstige man  componist/dirigent Armas Järnefelt met wie ze in 1910 trouwde. Uit het huwelijk kwamen twee kinderen voort Vasti Olivia Elisabet Järnefelt (1911-2001) en Arvid Alexander Järnefelt (1913-1995). Die laatste is vernoemd naar de broer van Armas Arvid Järnefelt.
Haar muzikale opleiding kreeg zij van 1894 tot 1897 aan de Kungliga Musikhögskolan. Vervolgens was ze van 1898 tot 1926 verbonden aan de Kungliga Operan. Haar debuut maakte ze de rol Azucena in Il Trovatore van Giuseppe Verdi. Andere noemenswaardige rollen waren in Carmen, Aida en Le nozze di Figaro. Ze zong in diverse opera’s van Richard Wagner: Ortrud in Lohengrin, Brünhilde en Fricka in Die Walküre, Venus in Tannhäuser en Magdalena in Die Meistersinger von Nürnberg. Armas was liefhebber van Wagners muziek. In 1920 ontving ze de Litteris et Artibus-medaille, in 1924 werd ze erelid van de Kungliga Musikaliska Akademien.
- Library of Congress Control Number: n84130946
- MusicBrainz: 237bc37f-43e6-4e39-a459-c13cc2589f13
- Virtual International Authority File: 21085360
- WorldCat: E39PBJkD7QMFbwTFMTyyT3vGpP